# Селфос (водопад)
Вижте пояснителната страница за други значения на Селфос.
Селфос (на исландски: Selfoss) е водопад на река Йокулса в Исландия. Намира се само на около километър на юг от другия внушителен водопад на същата река - Детифос. Водопадът Селфос се е формирал на около 30 километра преди реката да се влее в Гренландско море.
Средната височина на Селфос е 11 m, като цяло варира между 8 и 14 m. Ширината му е 100 m. Целият район около течението на Йокулса попада в границите на национален парк Йокулсарглюфур.